# El Eco de Santiago
El Eco de Santiago fue un diario español publicado en Santiago de Compostela entre 1896 y 1938.

## Historia
Fundado en 1896 por el periodista Celestino Sánchez Rivera, fue un diario de carácter vespertino. De línea editorial conservadora y católica, durante varias décadas fue un diario afín al Partido Conservador. Posteriormente, en los años de la Segunda República mantendrá posturas cercanas a la coalición conservadora CEDA y los sectores monárquicos. A lo largo de su existencia mantuvo una presencia más local, centrada en Santiago de Compostela. Continuó editándose tras el estallido de la Guerra civil. El 1 de octubre de 1938 se fusionó con El Correo Gallego, lo que supuso su desaparición.